# Археспорій
Археспо́рій — комплекс клітин (іноді одна клітина), твірна тканина в спорангіях мохів і папоротеподібних рослин та в пиляках і насінних зачатках голо- і покритонасінних рослин, з яких утворюються спори.